# Noto Antica
Noto antica, Netum ou Neetum (grec : Νέητον), était une importante ville antique datant du Ve siècle av. J.-C. située dans le sud de la Sicile, près des sources de la petite rivière Asinarus (Falconara) à environ 34 km au sud-ouest de Syracuse.
Son emplacement actuel est à la localité de Noto Antica (anciennement Noto Vecchio) située dans la commune moderne de Noto.

## Histoire
Netum aurait été fondée par Doukétios roi des Sicules vers 428 av. J.-C..
Dans traité conclu en  263 av.J.-C. entre les Romains et le roi Hieron II de Syracuse, Netum est mentionné comme une des villes laissées sous l'autorité du monarque.
Il n'existe aucune information motivant l'essor particulier de cette cité, mais Cicéron écrit que Netum est foederata civitas au même rang que Messana (Messine) et Tauromenium (Taormine); au temps de  Pline, la cité est au rang de « ville latine » (civitas Latinae conditionis), une faveur accordée uniquement à trois cités de l'île,,,. Claude Ptolémée est le dernier écrivain antique qui mentionne le nom de Netum, mais il ne fait aucun doute que la ville a continué à exister au Moyen Âge , 
Netum est devenue « tête de vallée » pendant la domination arabe, puis à l'époque des Normands, sous Roger II de Sicile (1091) la ville avait une grande importance et devenue capitale de la province du sud de la Sicile, donna son nom au Val di Noto ; par la suite Ferdinand II d'Aragon lui attribua le titre de Civitas ingegnosa.
Victime de plusieurs séismes, celui de 1693 détruit la ville.
À l'époque la ville comptait 14 416 habitants et 3 046 maisons. Les habitants furent contraints à émigrer dans un autre site plus proche de la mer où ils fondèrent la nouvelle ville de Noto, en 1703.

## le site archéologique
L'ancien site, qui est maintenant connu sous le nom de Noto Antica (anciennement Noto Vecchio), se trouve au sommet d'une colline à environ 14 km de la ville moderne et à 20 km de la côte de la mer.
Il reste quelques vestiges antiques comme les murs, les nécropoles, l'amphithéâtre antique, d'un bâtiment avec une inscription grecque et un gymnase de l'époque de Hiéron II, ainsi que les restes de la ville plus récente détruite par le séisme de 1693.

## Images

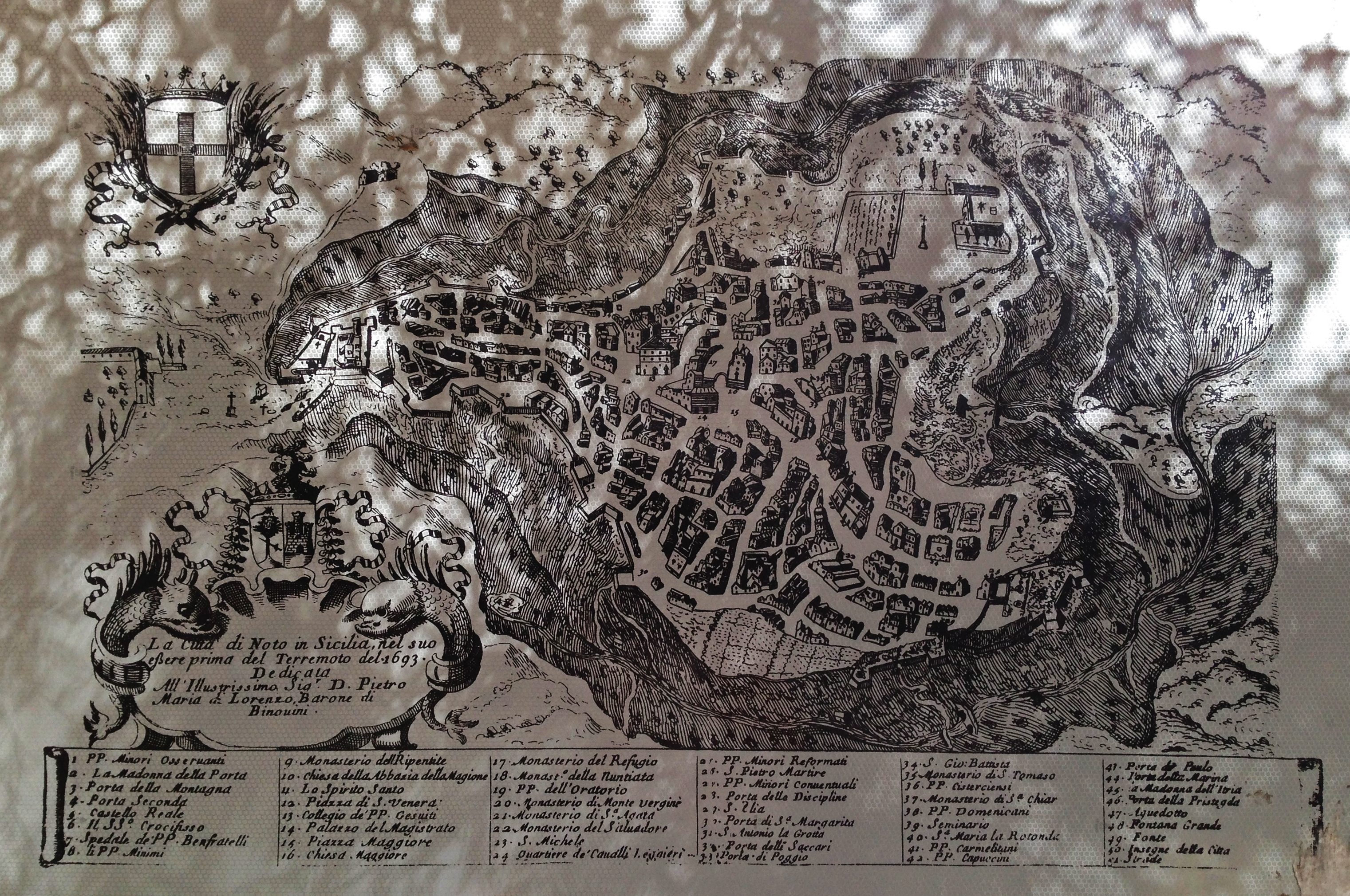
Plan de la ville avant le séisme de 1693
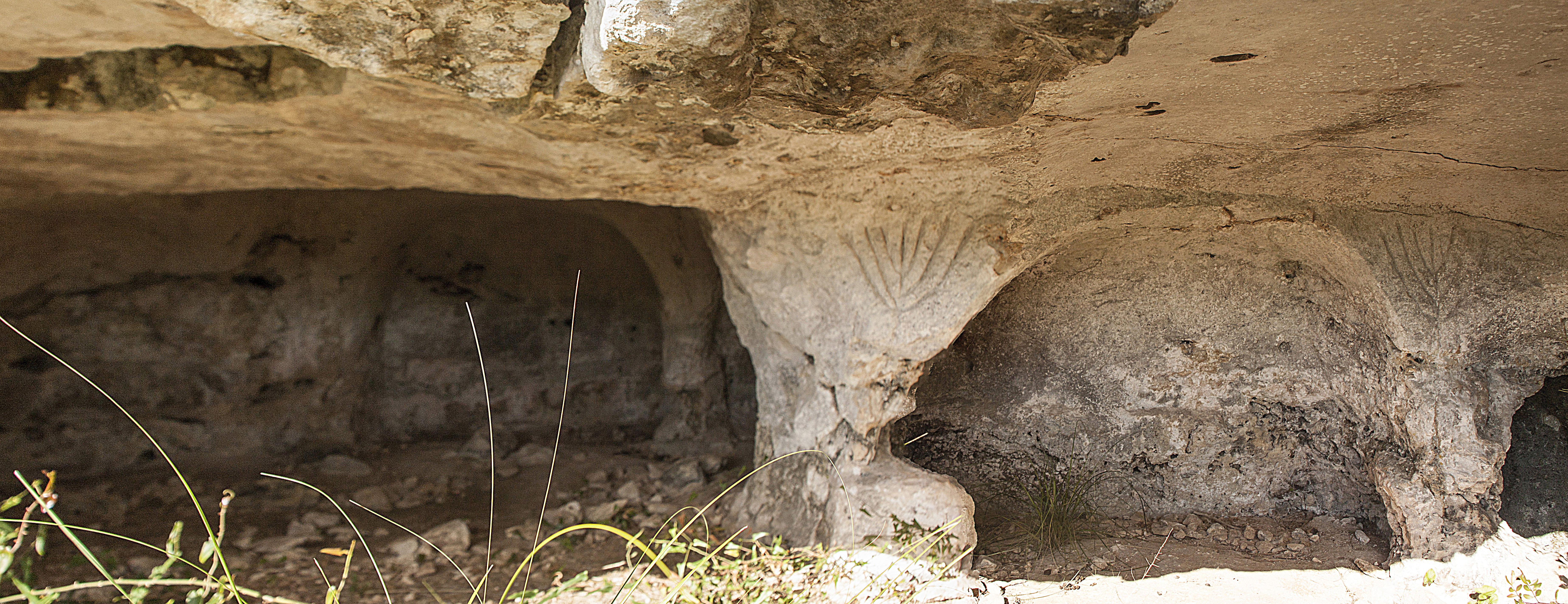
Grotta del Carciofo
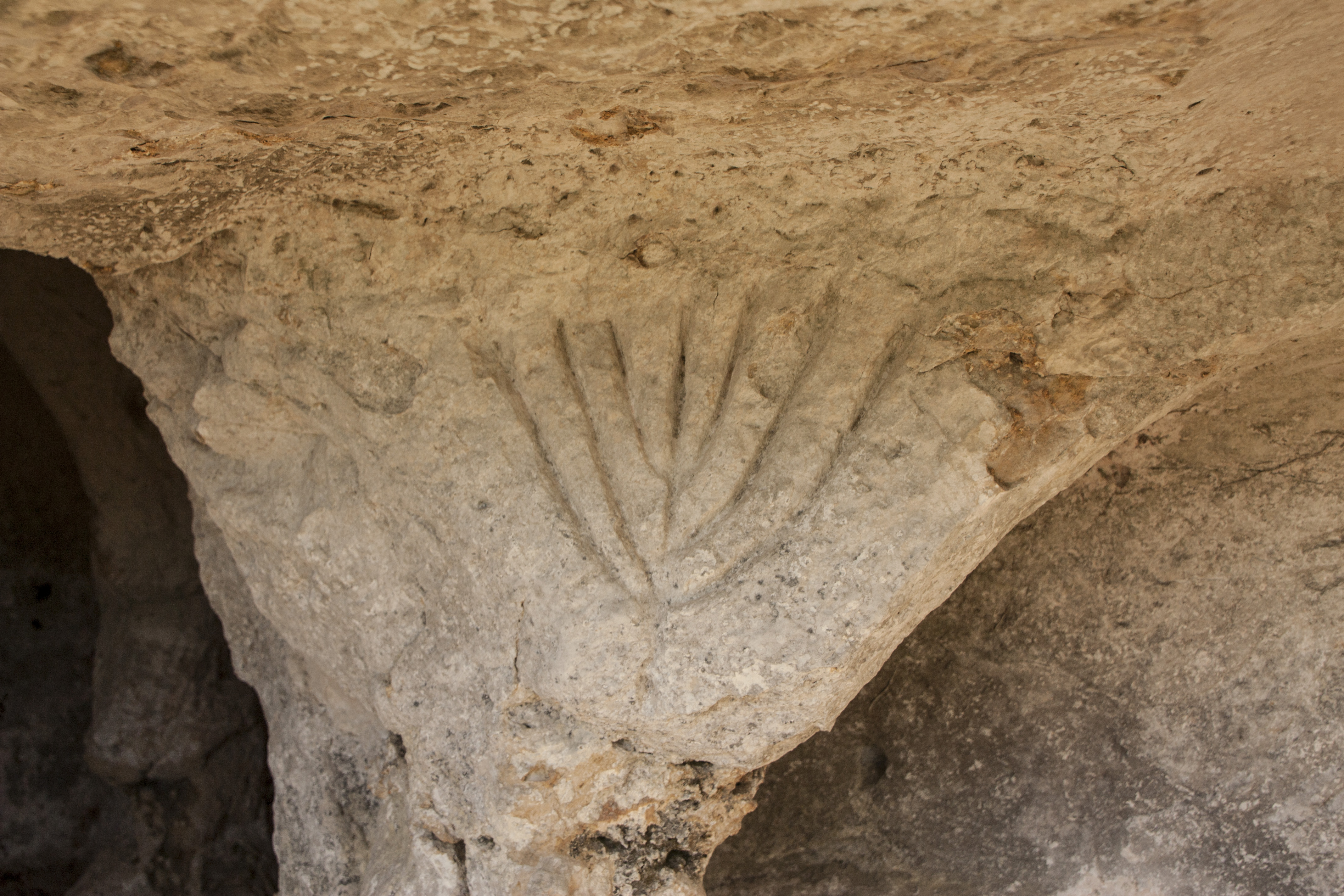
Menorah sculpté dans la Grotta del Carciofo
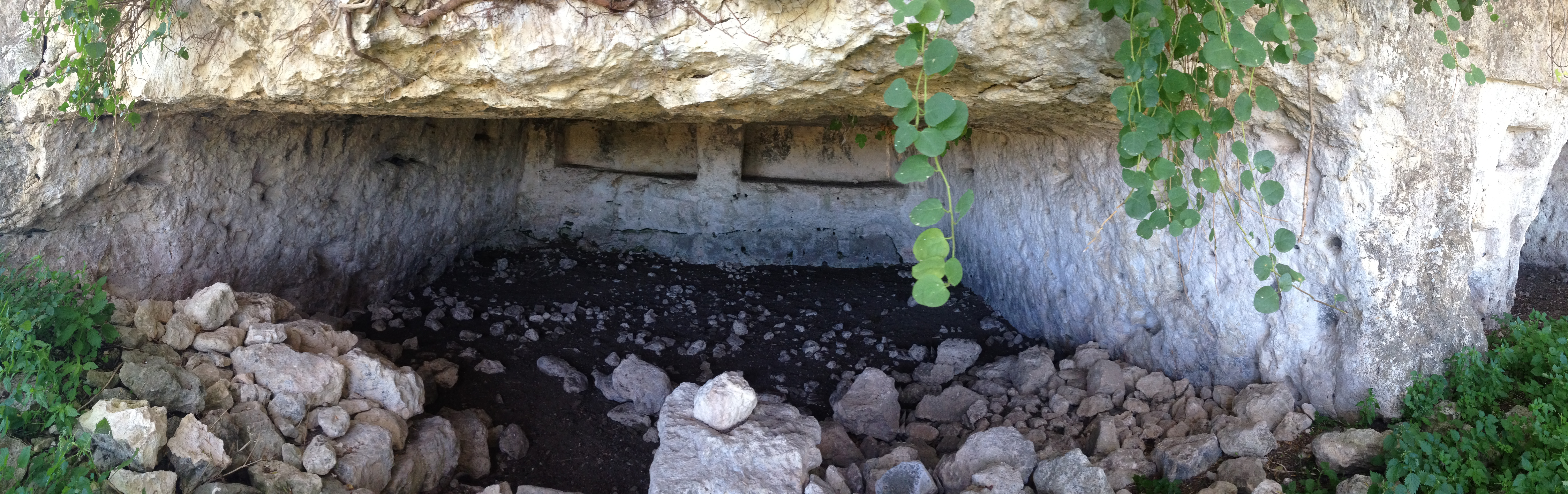
Heeron d'époque grecque pour le culte des héros
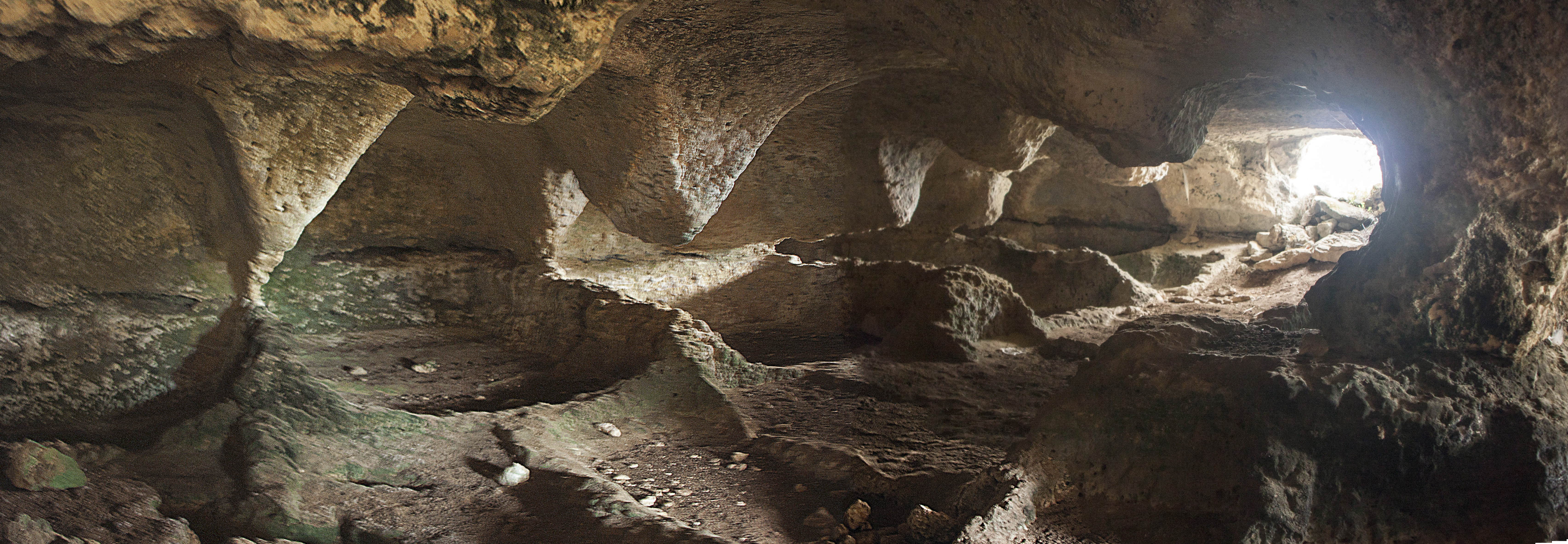
Grotte dite  delle Cento Bocche
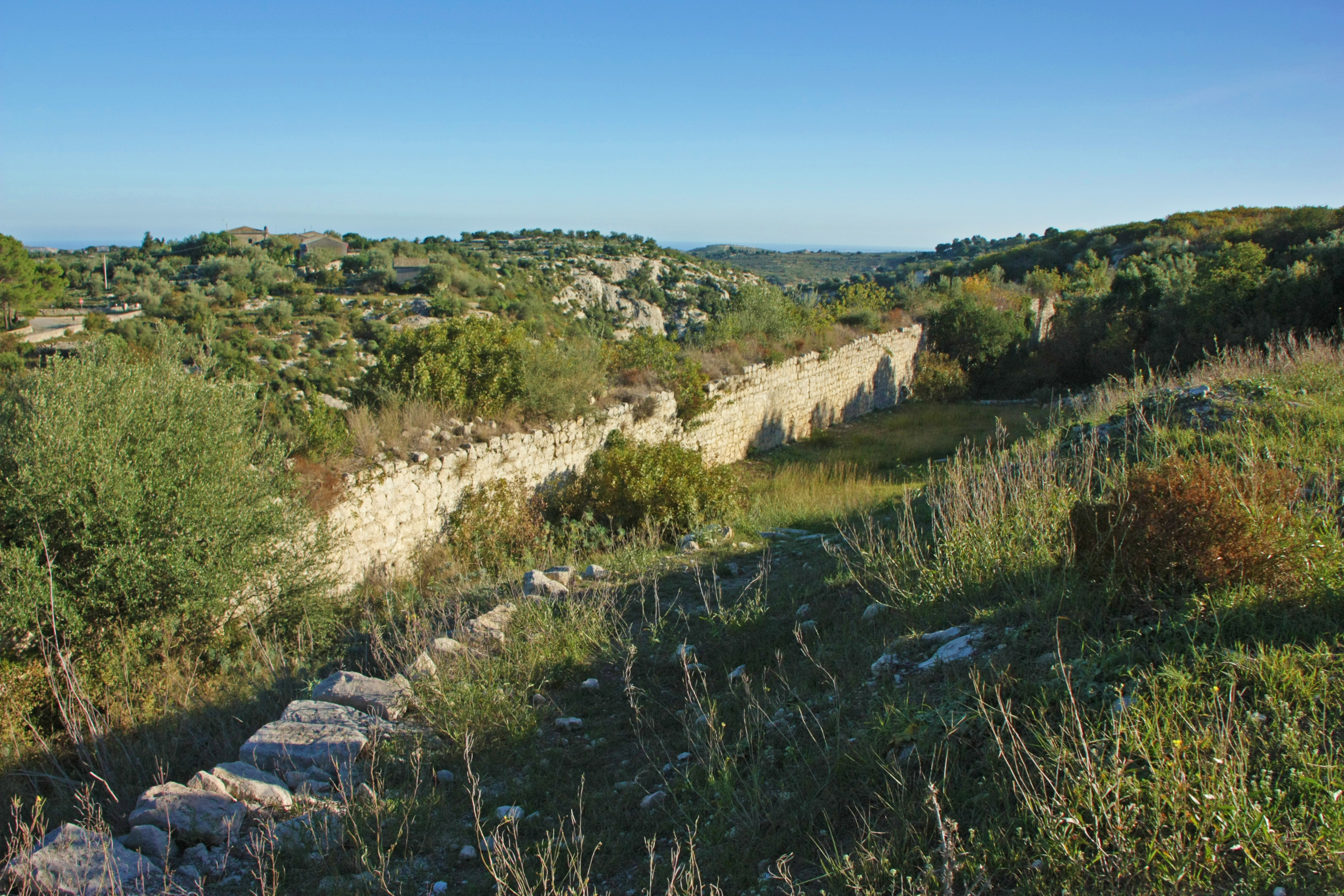
Fortifications à l'est